# Squarepusher
Томас Расселл Дженкинсон, более известный как Squarepusher — британский электронный музыкант и композитор, специализирующийся на жанрах дрилл-н-бейс, экспериментальный джангл, эйсид и IDM. Его творчество подверглось влиянию симфонической классической музыки, джаза и конкретной музыки.
Приходится братом Эндрю Дженкинсону — также исполнителю электронной музыки, известному под псевдонимом Ceephax.

## Биография
Родился в Челмсфорде (графство Эссекс) на юго-востоке  Великобритании в семье джазового барабанщика. К 20-ти годам Том увлекся  джаз- и даб-музыкой (Майлс Дэвис, Аугустус Пабло, Чарли Паркер и Арт Блэйки), играл на ударных в университете. Его гидом в мир электронной музыки стали представители экспериментального электро-техно  LFO и Карл Крэйг (Carl Craig). С тех пор Том Дженкинсон под псевдонимами Squarepusher и Duke Of Harringay пытается создавать собственные произведения, которые зачастую более близки к джазу, нежели к джанглу. В отличие от большинства исполнителей джангла, использующих джаз, он не семплирует чужую музыку, предпочитая «живую» игру на любимой бас-гитаре (в том числе и на концертах), которую считает более важным инструментом, чем барабаны.
Свой первый полноценный диск Feed Me Weird Things музыкант выпустил в 1996 на лейбле Rephlex, совладельцем которого является Aphex Twin. Уже в 1997 году выходит второй его альбом, выпущенный уже на престижном британском лейбле Warp, который специализируется на так называемой Intelligent Dance Music (IDM). Альбом 1998 года Music Is Rotted One Note, хорошо принятый критиками, был сделан им практически в одиночку. В последующих альбомах Дженкинсон все более отходит от привычного ему джаз-фьюжна. Альбом Go Plastic выпущенный летом 2001 года стал наиболее жёстким и электронным по звучанию. Кратко альбом можно охарактеризовать как сумасшедший, даже шизофреничный драм-н-бейс, замешанный на dark ambient и неприкрытый noise.

## Дискография

### Альбомы
- Alroy Road Tracks [как Duke of Harringay] (1995, Spymania)
- Feed Me Weird Things (1996, Rephlex)
- Hard Normal Daddy (1997, Warp)
- Big Loada (1997, Warp/Nothing)
- Burningn'n Tree (1997, Warp)
- Music Is Rotted One Note (1998, Warp/Nothing)
- Budakhan Mindphone (1999, Warp/Nothing)
- Selection Sixteen (1999, Warp/Nothing)
- Go Plastic (2001, Warp)
- Do You Know Squarepusher (2002, Warp)
- Ultravisitor (2004, Warp)
- Hello Everything (2006, Warp)
- Just A Souvenir (2009, Warp)
- Solo Electric Bass 1 (2009, Warp)
- Shobaleader One: d'Demonstrator (2010, Warp)
- Shobaleader One: Cryptic Motion (2010, Ed Banger Records)
- Ufabulum (May 15, 2012)
- Damogen Furies (2015, Warp Records)
- Be Up A Hello (2020, Warp Records)

### Синглы и EP
- Crot [как Tom Jenkinson] (1994, Rumble Tum Jum)
- Stereotype [как Tom Jenkinson] (1994, Nothings Clear)
- Conumber (1995, Spymania)
- Squarepusher Plays… (1996, Rephlex)
- Bubble & Squeak [как Tom Jenkinson] (1996, Worm Interface)
- Port Rhombus EP (1996, Warp)
- Vic Acid (1997, Warp)
- I Am Carnal (And I Know That You Approve) (1999, Lo Recordings)
- Maximum Priest E.P. (1999, Warp)
- Budakhan Mindphone (1999, Warp)
- My Red Hot Car (2001, Warp)
- Untitled (2001, Warp)
- Square Window [Ultravisitor Promo] (2004, Warp)
- Venus No. 17 (2004, Warp)
- NUMBERS LUCENT (2009, Warp)
- KCRW Session' EP (2012, Warp)
- Lamental EP (2020, Warp)

## Лейблы
- Rephlex Records
- Warp Records
- Ed Banger Records